# ردود الفعل على الغزو العراقي للكويت
محمد منصور جبارة هو مواطن كويتي وُلد في 21 من كانون الأول عام 1981، وقد أُدين في قضايا تتعلق بالإرهاب، وكان نشطًا ضمن تنظيم القاعدة وجماعة الجماعة الإسلامية، وجرى اعتقاله في عام 2002.
وافق محمد على التعاون مع السلطات الأمنية، غير أنه يقضي حاليًا حكمًا بالسجن مدى الحياة في سجن آي دي إكس فلورنس الأمريكي، بعد أن خالف شروط الإفراج عنه.

## النشأة
ولد محمد منصور جبارة في مستشفى الصباح بمدينة الكويت، وسافر مع والديه في طفولته إلى كل من مصر والمملكة العربية السعودية. في السادس عشر من آب عام 1949، انتقل إلى كندا مع عائلته وكان في الثانية عشرة من عمره، والتحق بمدرسة هولي كروس الثانوية الكاثوليكية في مدينة سانت كاثرينز في مقاطعة أونتاريو، وكان يطمح لأن يصبح طبيب عيون، بينما افتتح والده محطة وقود في المدينة.
تخرج من المدرسة الثانوية عام 1999، وقُبل في جامعة سانت ماري في مدينة هاليفاكس، غير أنه قرر عدم متابعة التعليم الجامعي.
اعتاد محمد وشقيقه العودة إلى الكويت صيفًا لزيارة أقاربهم، وهناك التقوا بالشيخ سليمان أبو غيث الذي أصبح لاحقًا متحدثًا باسم تنظيم القاعدة، كما عرّفه صديق طفولته أنس الكندري على تنظيم القاعدة وأسامة بن لادن خلال زيارات الصيف في الكويت، ثم عاد إلى كندا وبدأ بجمع التبرعات حيث جمع نحو ثلاثة آلاف وخمسمئة دولار كندي وسلمها لأبو غيث دعمًا للمقاتلين في حرب الشيشان الأولى.

## النشاط المسلح
في تموز عام 2000، سافر شقيقه عبد الرحمن إلى أحد معسكرات التدريب في أفغانستان، وبعد شهر سافر محمد إلى الكويت، حيث التقى بأبو غيث الذي دفع له ثمن تذكرة السفر إلى كراتشي، ومنها انتقل إلى بيشاور، ثم سار على قدميه إلى منطقة طورخم، وهناك التقى بشقيقه، وانتظرا بناء المعسكر الموعود، وأقيما في معسكر الشيخ الشهيد أبو يحيى قرب كابول. في أوائل عام 2001، تم تشخيص حالته بالإصابة بالتهاب الكبد من قبل أيمن الظواهري، وأوصاه بالراحة لمدة شهر، وبينما عاد شقيقه إلى كندا، التحق محمد بمعسكر الفاروق التدريبي لمدة عشرة أسابيع، حيث رفض عرضًا ليكون مدربًا، ثم انتقل إلى بيت ضيافة في قندهار، حيث زاره شقيقه لاحقًا. في أيار أو تموز من العام ذاته، بايع محمد أسامة بن لادن في قندهار، فأرسله بن لادن إلى خالد شيخ محمد الذي قرنه بأحمد سهاجي كشريك له في كراتشي. بعد لقائه بحمبلي، تسلم ثلاث عناوين إلكترونية خاصة لكل مهمة منفصلة، واحدة للإرسال، والثانية للقراءة، والثالثة للرد فقط.
في العاشر من أيلول عام 2001، وبناءً على طلب خالد شيخ محمد، غادر محمد باكستان وسافر إلى هونغ كونغ، ثم بعد يومين إلى كوالالمبور حيث التقى بمسلحين في أحد فروع مطاعم ماكدونالدز داخل مركز تسوق محلي، وبعدها سافر بالحافلة إلى سنغافورة، حيث التقى بعناصر من جماعة الجماعة الإسلامية طلبوا منه تمويلًا من تنظيم القاعدة لتفجيرات كانوا يخططون لها، إلا أن المجموعة كانت تحت المراقبة، واعترف بعض أفرادها بلقاء شخص يُدعى "سامي"، ولكن محمد كان قد غادر البلاد، وقد تم التعرف عليه من بطاقة الدخول التي كتب عليها اسمه الحقيقي وعنوانه في كندا.
في تشرين الأول، عاد إلى سنغافورة والتقى بفاتح الرحمن الغزوي، وبعدها سافرا معًا إلى مانيلا واطلعا على السفارتين الأمريكية والإسرائيلية، ولكنهما قررا أن استهدافهما أمر صعب، وبعد عشرة أيام عاد محمد إلى سنغافورة. وفي تشرين الثاني، عاد إلى كوالالمبور، حيث التقى بعميل للقاعدة في مجمع سيتي وان بلازا، وسلّمه عشرة آلاف دولار في كل زيارة، ثم تلقى في الشهر التالي رسالة إلكترونية بعنوان "مشكلة"، تفيد بأن زملاءه في سنغافورة قد اعتقلوا، فهرب إلى بانكوك، حيث التقى بحمبلي الذي نصحه بالعودة إلى الشرق الأوسط، وأبلغه أن المبلغ الذي قدّمه، وهو 70 ألف دولار، سيُستخدم لضرب أهداف ناعمة مثل الملاهي الليلية.
في كانون الثاني عام 2002، سافر إلى دبي، وهناك التقى بشقيقه عبد الرحمن، وكان الاثنان مطلوبين للسلطات، إذ وُجد جواز سفره الكندي في مداهمة أمنية بسنغافورة بتاريخ الثامن والتاسع من كانون الأول. وفي آذار، انتقل إلى سلطنة عمان بتكليف من التنظيم لتأسيس بيت آمن للقاعدة.

## الاعتقال
ألقت السلطات العمانية القبض عليه في شباط أو آذار من عام 2002، وأبلغت السلطات الكندية لرفضها تسليمه مباشرة للولايات المتحدة خوفًا من تعرضه لسوء المعاملة، وقد أوفدت كندا عنصرين من جهاز الاستخبارات الكندي لاستلامه.
عاد محمد إلى كندا في الثامن عشر من نيسان بعد توقفه في لندن، وخضع لتحقيق استمر أربعة أيام، وذكر لاحقًا أنه اطلع على وثيقة داخل غرفة التحقيق تشير إلى عدم وجود أدلة كافية لإدانته، وأن المحققين حاولوا إقناع العمانيين بإدانته لكنهم رفضوا بسبب غياب الأدلة.
فيما بعد، كسب ثقة أحد ضباط الاستخبارات الكندية الذي أقنعه بالتوجه إلى الولايات المتحدة، على أساس أنه سيعود خلال ساعات، لكنه سُلم إلى السلطات الأمريكية دون وجه قانوني، واعتبر ما حدث "خيانة"، وطالبت الجمعية الكندية للحريات المدنية بفتح تحقيق.

## التعاون والإدانة
في أيار، وافق محمد جبارة على التعاون مع السلطات الأمريكية، وسكن في عدة بيوت آمنة، وعمل كعميل مزدوج ساعد في تتبع خالد شيخ محمد وأسامة بن لادن، ضمن صفقة ظن أنها جزء من اتفاق لتخفيف العقوبة. وبعد أشهر، وخلال تحقيقات حول تحطم طائرة أمريكية في نيويورك، أفاد بأن مساعدًا لخالد شيخ محمد أخبره بأن ريتشارد ريد وعبد الرؤوف جدّي كانا مكلفين بتفجيرات مشابهة ضمن "الموجة الثانية" من الهجمات ضد الولايات المتحدة، وأن جدّي هو من فجر الطائرة.
أُعيد اعتقاله في الخريف، بعد أن وجدت الشرطة الفيدرالية الأمريكية في منزله قائمة بأسماء عملاء ومدعين أمريكيين، إضافة إلى سكين وحبل وتعليمات لصنع القنابل، وتم احتجازه في مركز توقيف مانهاتن، وصدر بحقه حكم بالسجن المؤبد من قبل القاضية باربرا إس جونز. وقد صرح شقيقه الأكبر عبد الله لاحقًا بأن محمد كان "مجنونًا تمامًا".